# Cedrelopsis grevei
Cedrelopsis grevei – gatunek z rodziny rutowatych. Występuje naturalnie na terenie Madagaskaru. 

## Morfologia
PokrójDrzewo dorastające od 5 do 22 m wysokości. Jego szaro-brązowo, szorstka kora jest spękana i wydziela charakterystyczny zapach.
LiścieLiście znajdują się na szczytach gałązek.
KwiatyŻółte kwiaty pojawiają się w okresie od września do grudnia.
OwoceOtoczki owoców są czarnego koloru. Pojawiają się między październikiem a styczniem.

## Systematyka
Gatunek z monotypowego rodzaju Cedrelopsis Baillon in Grandidier, Hist. Phys. Madagascar 33(3) Atlas 2. t. 257. 1893. Zaliczany jest do podrodziny Spathelioideae w obrębie rodziny rutowatych (Rutaceae) lub do rodziny meliowatych (Meliaceae).

## Zastosowanie
Drewno tego gatunku ma żółtą barwę, jest jasne i ciężkie. Ma walory estetyczne i technologiczne. Jest cenione w stolarce i budownictwie. Liście właściwości lecznicze.